# Arthur Rickhard Ramsay
Pour les articles homonymes, voir Ramsay.
Arthur Rickhard (Richard, Rikhard) Ramsay, né le 3 avril 1838 à Kuopio et mort le 22 décembre 1915 à Helsinki est un major général finlandais ayant servi dans l'Armée impériale russe et dans l'armée du grand-duché de Finlande.